# سد گجه منگکور
سد گجه منگکور (به لاتین: Gajah Mungkur Dam) یک سد در اندونزی است که در Wonogiri Regency, Central Java, Indonesia واقع شده‌است.